# 渐进稳定
如果微分方程的解既是稳定的又是吸引的，则称该解是渐近稳定的。

## 稳定和吸引
设微分方程{\displaystyle {\frac {\mathrm {d} x}{\mathrm {d} t}}=f(t,x),x(t_{0})=x^{0}}
满足解的存在唯一性定理的条件，其解{\displaystyle x(t)=x(t,t_{0},x^{0})}的存在区间是{\displaystyle (-\infty ,\infty )}。
{\displaystyle f(t,x)}还满足{\displaystyle f(t,0)=0},保证{\displaystyle x(t)=0}是方程的解。
若{\displaystyle \forall \epsilon >0,\exists \delta =\delta (\epsilon ,t_{0}),\forall \lVert x^{0}\rVert <\delta ,\lVert x(t,t_{0},x^{0})\rVert <\epsilon }则称零解是稳定的。
若{\displaystyle \exists \delta ,\forall x^{0}\in S(0,\delta )}和{\displaystyle \forall \epsilon >0,\exists T=T(\epsilon ,t_{0},x^{0})}并且当{\displaystyle t>t_{0}+T}时，{\displaystyle \lVert x(t,t_{0},x^{0})\rVert <\epsilon }则称零解是吸引的。